# Loris Tjeknavorian
Loris Haykasi Tjeknavorian (født 13. oktober 1937 i Borujerd, Iran) er en iransk/armensk dirigent, komponist, lærer, pianist og violinist.
Tjeknavorian er nok mest kendt som dirigent internationalt, men han har også slået sit navn fast som komponist. Han er af armensk afstamning, men voksede op i Iran. Tjeknavorian studerede violin og klaver på Musikkonservatoriet i Teheran, herefter tog han til Østrig, hvor han studerede komposition på Musikkonservatoriet i Wien. Komponisten Carl Orff skaffede ham et stipendium, så han kunne studere komposition videre i Salzburg, og senere direktion på Universitetet i Michigan i USA. Han fik herefter en stor karriere som dirigent for mange Symfoniorkestre i Verden, indtil ham blev chefdirigent for det Armenske Symfoniorkester som han ledte fra (1989-2000). Tjeknavorian har også været lærer i direktion og komposition på Musikkonservatoriet i Teheran, og været bosat i England (1975-1985), hvor han dirigerede mange af Londons Symfoniorkestre. Som komponist har han skrevet fem symfonier, orkesterværker, kammermusik, seks operaer, koncertmusik, korværker, balletmusik, filmmusik, klaverstykker og sange etc. Tjeknavorian emigrerede og fik statsborgerskab i Østrig, og bosatte sig i Wien, men tog videre til USA, hvor han lever som freelancekomponist og dirigent.

## udvalgte værker
- Symfoni nr. 1 "Rekviem for de Massakrerede" - for kor og orkester
- Symfoni nr. 2 "Credo" (Jeg tror) - for kor og orkester
- Symfoni nr. 3 "Dialog mellem civilisationer" - for orkester
- Symfoni nr. 4 "Haikaz" (Armenien 1918) - for kammerorkester
- Symfoni nr. 5 "Edjmiatzin 1700" - for kor og orkester
- Ararat suite - for orkester
- Profeten Mohammad (Symfonisk suite) - for kor og orkester
- Perserpolis 2500 suite - for orkester
- Perdis & Parisa suite nr. 1 - for orkester
- Pardis & Parisa suite nr. 2 - for orkester
- Iransk instrumentalsuite - for orkester
- Violinkoncert - for violin og orkester
- Klaverkoncert - for klaver og orkester
- Guitarkoncert "Zare" - for guitar og orkester
- Pipakoncert - for Pipa og orkester
- Cellokoncert - for cello og orkester